# Sophta chopardi
Sophta chopardi là một loài bướm đêm trong họ Noctuidae.